# 普勒沃赞
普勒沃赞（法語：Pleuvezain，法語發音：[pløvzɛ̃] ⓘ）是法国大东部大区孚日省的一个市镇，属于讷沙托区。

## 地理
普勒沃赞（48°22'43"N, 5°55'16"E）面积3.8 平方千米，位于法国大東部大區孚日省，该省份为法国东北部内陆省份，北起默兹省和默尔特-摩泽尔省，西接上马恩省，南至上索恩省和贝尔福地区省，东临上莱茵省和下莱茵省。
与普勒沃赞接壤的市镇（或旧市镇、城区）包括：兰维尔、松库尔、维什雷。

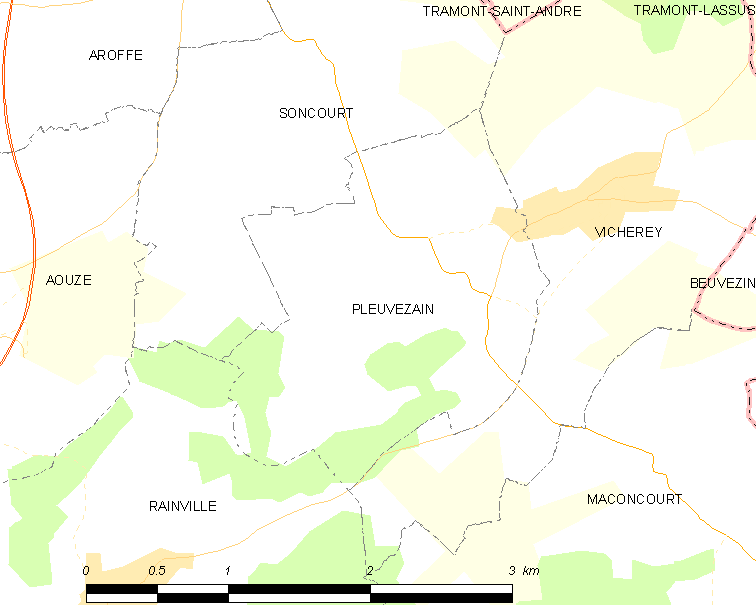
普勒沃赞的OSM定位图

普勒沃赞的时区为UTC+01:00、UTC+02:00（夏令时）。

## 行政
普勒沃赞的邮政编码为88170，INSEE市镇编码为88350。

## 政治
普勒沃赞所属的省级选区为米尔库尔县。

## 人口

1962-2008年间普勒沃赞人口变化图示

普勒沃赞于2022年1月1日时的人口数量为72人。